# إدارة قانونية

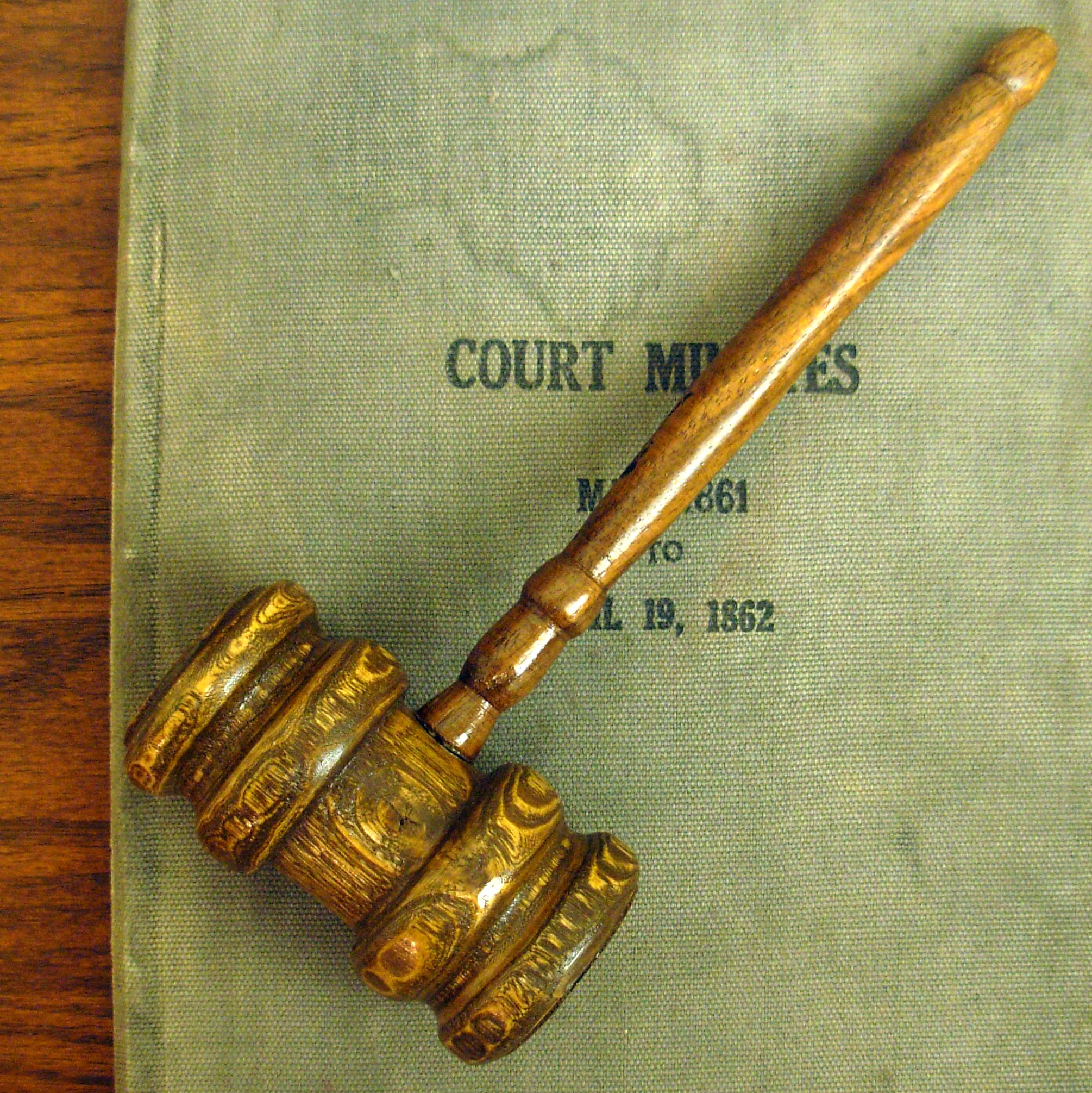

إن الإدارة القانونية (أو الدراسات شبه القانونية) هي أحد مجالات العلوم الاجتماعية التي تم تصميمها للطلاب المهتمين بدراسة الدولة ومقوماتها، والقانون، وممارسة مهنة المحاماة، والأبحاث القانونية والتشريع، وفلسفة القانون، والعدالة الجنائية، والحوكمة، والهيكل الحكومي، والتاريخ السياسي ونظرياته، ومنظمات الأعمال التجارية وإدارتها، وريادة الأعمال، والإدارة العامة، وتنمية الموارد البشرية.
وهناك العديد من الفرص الوظيفية لخريجي هذا التخصص مثل باحث قانوني، ومساعد محام، ومحلل سياسي، ومدير مصلحة عامة، ومحلل سياسات، وعالم اجتماع، ومدير أعمال، ورائد أعمال، ورائد أعمال اجتماعية، ومدير موارد بشرية، وغيرها من الوظائف والمهن المربحة والصعبة.
وفي النهاية يوفر البرنامج أساسًا كاملاً وقويًا لأولئك الذين يعتزمون ممارسة مهنة المحاماة.
وتقدم بعض الجامعات والكليات ليسانس الآداب وأخرى تقدم بكالوريوس العلوم ولكن في الولايات المتحدة وبعض الدول الأخرى يتم تقديم برنامج الماجستير.
تقدم معظم الجامعات برامج مثل: مقدمة في القانون، والقانون المدني، والأفراد والعلاقات الأسرية، والالتزام والعقد، والمبيعات والمعاملات الائتمانية، والشراكة، والوكالة والثقة، والإساءة والأضرار، وقانون التأمين، والقانون الجنائي، والقانون الإصلاحي، وقانون العمل والتشريعات الاجتماعية، ونظام العدالة الجنائية، وقانون الشركات، وقانون الأوراق التجارية، ومبادئ القانون الروماني، وفلسفة القانون، وقانون الضرائب، والمحاسبة القانونية، والأبحاث القانونية، والهياكل الحكومية الأساسية، والقانون الدولي، والقانون السياسي، ومبادئ العلوم السياسية، والإدارة المالية، وإدارة التسويق، والإدارة الإستراتيجية، وصياغة السياسات وتطبيقها، والسياسة العامة وإدارة المشروعات، وتحليل السياسات، والإصلاح الزراعي، والقانون الدستوري، والإدارة العامة، ومنظمات الأعمال التجارية وإدارتها، والقانون الإداري، وقانون الشركات العامة، وقانون الانتخابات، وإدارة الموارد البشرية، وتطوير مهنة المحاماة، والمؤسسات الصغيرة، واللاتينية القانونية، والكتابة القانونية، والتشريعات المعاصرة، وتأويل القانون، والقضاء، والأبحاث في مجال العلوم الاجتماعية، وكتابة الأطروحة، وأطروحة الدفاع.
وتقدم بعض البرامج كموضوع رئيسي مثل: (الفلسفة) مقدمة في الفلسفة والمنطق والأخلاق والميتافيزيقا ونظرية المعرفة وتاريخ الفكر السياسي والفلسفة الاجتماعية والسياسية والفلسفة القديمة وفلسفة العصور الوسطى والفلسفة الحديثة والمعاصرة والفلسفة الشرقية والإكسيولوجيا وأخلاقيات الأعمال، و(علم الاجتماع) الأنثروبولوجيا الاجتماعية والمجتمع والثقافة وديناميات التغير الاجتماعي والمشكلات الاجتماعية والقضايا الراهنة، و(الاقتصاد) أساسيات علم الاقتصاد واقتصاديات الإدارة والاقتصاد الكلي والاقتصاد الجزئي وتاريخ الفكر الاقتصادي، و(اللغة الإنجليزية) أساسيات قواعد اللغة الإنجليزية والتواصل فيما بين التخصصات والكتابة الأكاديمية والأبحاث التقنية وكتابة التقارير والحجة والمناقشة، و(المحاسبة) محاسبة الملكية الفردية والشراكة ومحاسبة الشركات والمحاسبة المالية والمحاسبة الحكومية والمحاسبة الإدارية والمحاسبة القانونية.